# Biskupiec-Kolonia Pierwsza
Biskupiec-Kolonia [bisˈkupjɛt͡s kɔˈlɔɲa ˈpjɛrfʂa] là một khu định cư ở khu hành chính của Gmina Biskupiec,thuộc huyện Olsztyński, Warmińsko-Mazurskie, ở miền bắc Ba Lan.
Trước năm 1945, khu vực này là một phần của Đức (Đông Phổ).

Khu định cư có dân số 9 người. 
1. ↑  “Central Statistical Office (GUS) - TERYT (National Register of Territorial Land Apportionment Journal)” (bằng tiếng Ba Lan). ngày 1 tháng 6 năm 2008.